# SC Toulon
SC Toulon är en fotbollsklubb från Toulon i Frankrike. Säsongen 2022/2023 spelar klubben i Championnat National 2, den franska fjärdedivisionen.
SC Toulon grundades 1944, och gick under detta namn fram till säsongen 1999/2000, då klubben ombildades som Sporting Toulon Var. År 2016 gick klubben samman med SC Toulon-Le Las och blev återigen SC Toulon.
SC Toulon var som bäst under 1980-talet, med spelare som Delio Onnis, Bernard Casoni, Bernard Pardo och David Ginola.